# 俺を許してくれ
「俺を許してくれ」（おれをゆるしてくれ）は、吉田拓郎が1990年2月21日にリリースした33枚目のシングル。発売元はフォーライフ・レコード（現・フォーライフミュージックエンタテイメント）。

## 概要
TBS系『世界・ふしぎ発見!』のエンディングテーマ。
2曲共にアルバム『176.5』からのシングルカットである。
有線放送放送用にEPレコードがプレスされ、カップリング曲がアルバム『176.5』収録曲の「妄想」となっている。
1984年に発売されたシングル「旧友再会フォーエバーヤング」以来、オリコンにはチャートインしなかったシングルである。

## 収録曲
- 全作曲・編曲：吉田拓郎

### 8cmCD
1. 俺を許してくれ
作詞：吉田拓郎
2. 憂鬱な夜の殺し方
作詞：森雪之丞

### EPレコード (有線放送用のみ)
1. 俺を許してくれ
作詞：吉田拓郎
2. 妄想
作詞：森雪之丞

## 収録ディスク

### アルバム
俺を許してくれ
- 『176.5』(1990年)
- 『18時開演〜TAKURO YOSHIDA LIVE at TOKYO INTERNATIONAL FORUM〜』(2009年)

憂鬱な夜の殺し方
- 『176.5』(1990年)

妄想
- 『176.5』(1990年)